# Sẻ đồng mào
Sẻ đồng mào, tên khoa học Melophus lathami, là một loài chim trong họ Emberizidae. Chúng được tìm thấy ở Bangladesh, Bhutan, Trung Quốc, Ấn Độ, Lào, Burma, Nepal, Pakistan, Thái Lan và Việt Nam.

## Hình ảnh

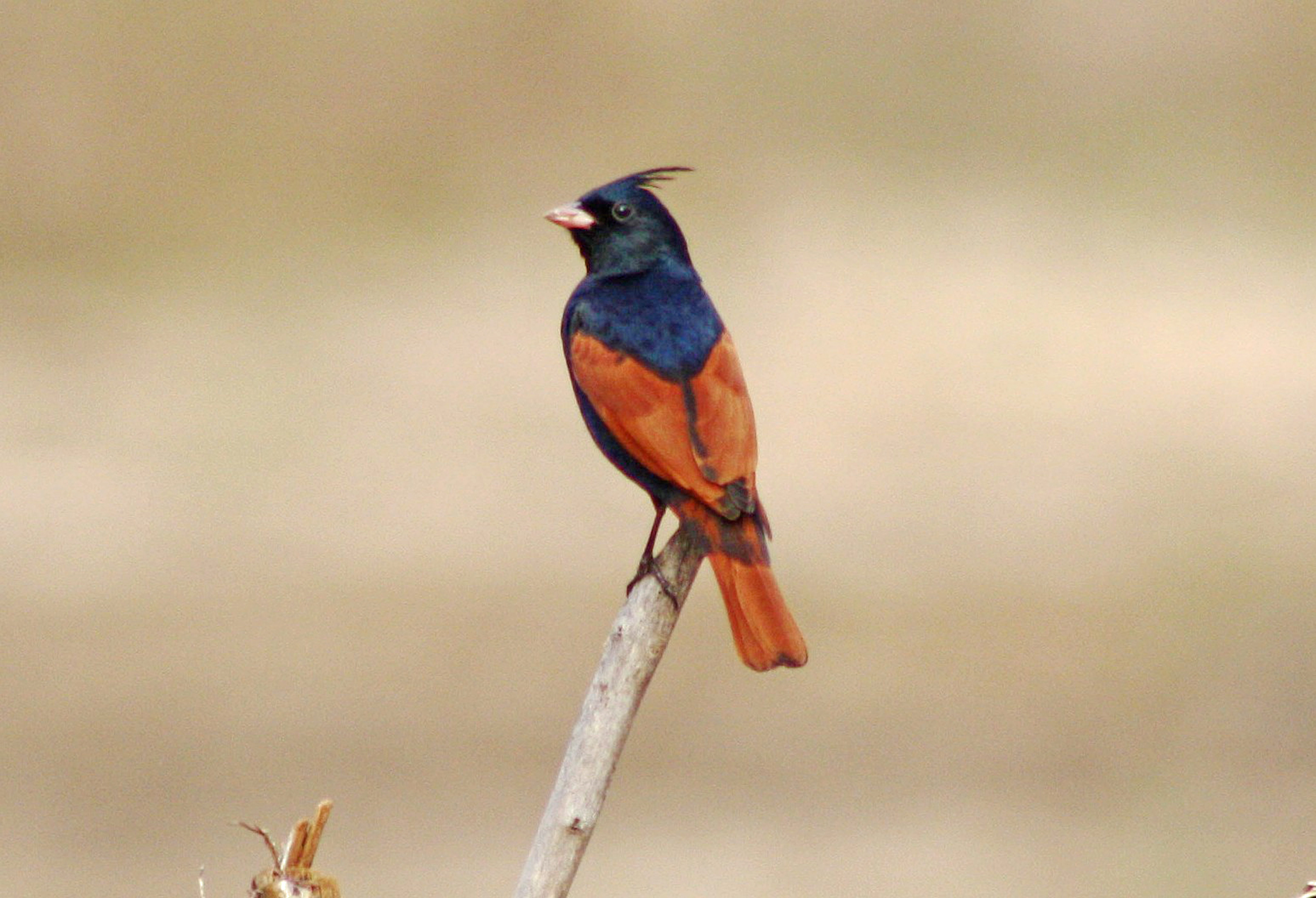
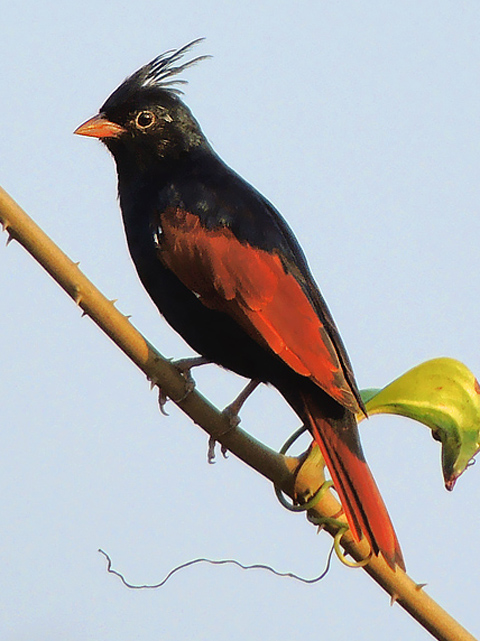
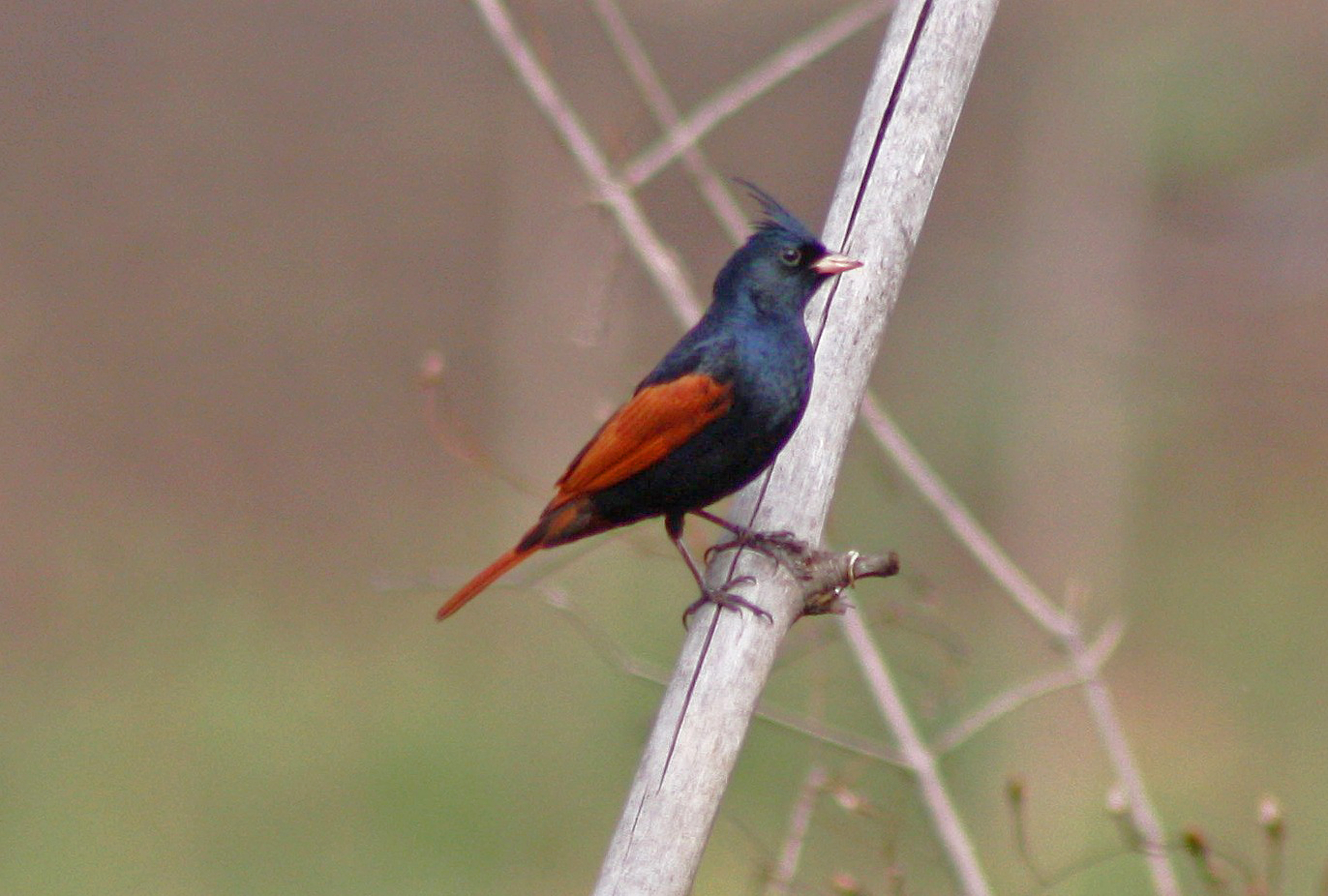